# Книжка (шлунок)

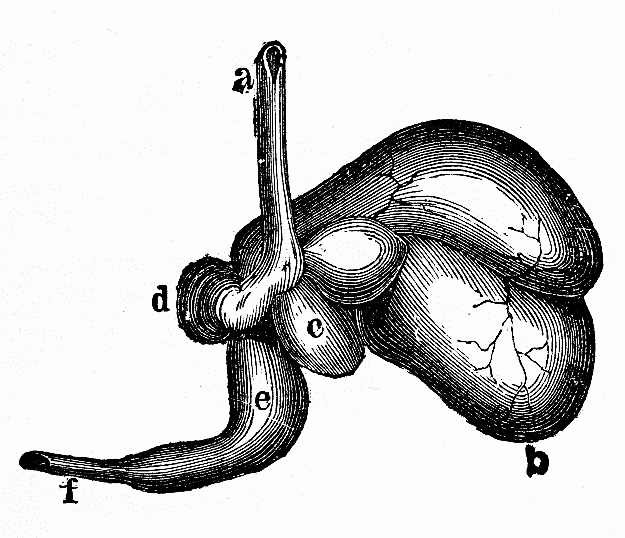
Будова шлунку корови: a — стравохід, b — рубець, c — сітка, d — книжка, e — сичуг, f — тонка кишка

Книжка (лат. psalterium, omasum) — третій відділ чотирикамерного шлунка жуйних ссавців.
У книжці відбувається поглинання води, магнію та легких жирних кислот, що утворилися в процесі шумування в рубці.
Слизова оболонка книжки утворює рухомі поздовжні згортки — листочки, що ділять книжку на вузькі камери. Листочки мають різну висоту і покривають усю внутрішню поверхню, крім дна книжки.